# Marc Weitzmann
Pour les articles homonymes, voir Weitzmann.
Marc Weitzmann, né le 5 février 1959 à Paris, est un journaliste et écrivain français.

## Biographie

### Jeunesse et débuts journalistiques
Fils d'un comédien communiste, Marc Weitzmann passe sa jeunesse à Reims et à Besançon. Il devient journaliste au début des années 1980, puis rédacteur en chef de la rubrique littéraire des Inrockuptibles, entre 1995 et 2000, puis chroniqueur, jusqu'en 2005.

### Écriture
Ses romans et ses essais traitent de questions sociales et politiques actuelles.
Dans Mariage mixte (2000), il explore la condition contemporaine, le fractionnement social et le questionnement identitaire. Adapté de l'affaire criminelle Turquin, cet ouvrage, qui connaît un succès de scandale, est défendu par Philippe Sollers qui y voit « un roman sur la folie qu'il y a à chercher la raison dans la folie. »
Il se rend en Israël et témoigne de la fin du processus de paix, dans Livre de guerre (2001), puis de la mondialisation et du terrorisme dans Une place dans le monde (2004) que Le Nouvel Observateur considère comme « le premier grand roman américain d'un romancier français ».
En 2008, il publie Notes sur la terreur, un voyage-enquête se déroulant au Moyen-Orient, en Serbie, et aux États-Unis.
Fraternité (2006) et Quand j'étais normal (2010) sont de violents portraits de la banlieue, qualifiés par Bernard Pivot de « roman noir sans cadavre » et par Yasmina Reza, d'« histoire de paranoïa ». Cela le range, selon Libération et Le Nouvel Observateur, parmi les intellectuels soutenant Nicolas Sarkozy lors de la campagne électorale de 2007 ; Weitzmann confirme être d'accord avec Sarkozy sur la « méritocratie ».
En 2014, il publie sur le site américain Tablet Magazine un article sur la montée de l'antisémitisme en France. Il écrit en janvier 2015 et publie en 2018, Un temps pour haïr. L'édition américaine, Hate, sort aux États-Unis chez Houghton Mifflin en 2019, dans une version directement écrite en anglais.

#### Polémiques
Plusieurs polémiques jalonnent son parcours littéraire.
La première, concernant sa famille, l'a opposé à son cousin Serge Doubrovsky, auteur du Livre brisé, au moment de la sortie en 1997 de Chaos, roman qui détournait les codes de l'autofiction : alternant fiction et non-fiction, il y traite des relations familiales et du rapport au père.
En 2000, il lance dans Les Inrockuptibles l'affaire Renaud Camus, qu'il accuse d'antisémitisme, puis, en septembre 2001, en une du Monde, critique les sympathies de Michel Houellebecq pour le maréchal Pétain. Il quitte alors la direction de la rubrique littéraire des Inrockuptibles.
En février 2010, il critique dans Libération ce que Claude Lanzmann qualifie de « falsification » par Yannick Haenel de la vie de Jan Karski à des fins littéraires.
En août 2013, Une matière inflammable, où il utilise comme toile de fond l'affaire DSK, est une peinture corrosive du pouvoir et de ses abus. Cela le conduit en octobre 2013 à signer « Touche pas à ma pute ! Le manifeste des 343 "salauds" » pour protester contre les sanctions qui pourraient toucher les clients des prostituées.

### Radio et presse
Producteur sur France Culture de l'émission Signes des temps jusqu'à la fin juin 2025, il collabore au Monde des livres, au Magazine littéraire et au Point.

## Œuvres

### Romans
- Enquête, Arles, Actes Sud, 1996
- Chaos, Paris, Grasset, 1997 ; éd. poche, Paris, Gallimard, coll. « Folio », 1999
- Mariage mixte, Paris, Stock, 2000 ; éd. poche, Paris, Le Livre de poche, 2002
- Une place dans le monde, Paris, Stock, 2004 ; éd. poche, Paris, Le Livre de poche, 2005
- Fraternité, Paris, Denoël, 2006 ; éd. poche, Paris, 10/18, 2008
- Quand j'étais normal, Paris, Grasset, 2010 2011 : Prix Louis-Barthou de l’Académie française.
- Une matière inflammable, Paris, Stock, 2013

### Non-fiction
- 28 raisons de se faire détester, Paris, Stock, 2002.
- Livre de guerre, Paris, Stock, 2001. Éd. poche, Paris, Le Livre de Poche, 2002.
- Notes sur la terreur, Paris, Flammarion, 2008.
- Un temps pour haïr, Paris, Grasset, 2018.
- Hate, Houghton Mifflin Harcourt, 2019.

### Traductions
- Charles Wohlforth, La Baleine et le Supercalculateur : enquête sur le réchauffement climatique, traduit de l'anglais, Paulsen, 2008
- David Rieff, Mort d'une inconsolée : les derniers jours de Susan Sontag, traduit de l'anglais (US), Climats, 2008
- Andrew Ervin, L'Incendie de la maison de George Orwell, traduit de l'anglais (américain), éditions Joëlle Losfeld, 2016